# San Giorio di Susa
San Giorio di Susa är en ort och kommun i storstadsregionen Turin, innan 2015 provinsen Turin, i regionen Piemonte, Italien. Kommunen hade 996 invånare (2017).